# Sciences en Europe au siècle des Lumières
La science en Europe au siècle des Lumières est l'étude de l'histoire des sciences au siècle des Lumières, en particulier en Europe. Certaines idées se répandaient jusqu'en Amérique. L'époque débute à la révolution scientifique des XVIe siècle et XVIIe siècle, pour se terminer vers la Révolution française et est marquée par l’essor des sociétés savantes. 
En philosophie et histoire des sciences, l'héliocentrisme accroît son influence et celle de l'aristotélisme perd du terrain, de même que la doctrine médicale de Galien. Au XVIIIe siècle, les autorités scientifiques prennent le dessus des religieuses en termes de philosophie naturelle, tandis que les disciplines de l'alchimie et de l'astrologie perdent leur crédibilité scientifique.
La science du siècle des Lumières européenne favorise l'empirisme et le rationalisme, avec des idéaux d'avancement et de progrès. Néanmoins, Jean-Jacques Rousseau a critiqué les sciences de son époque parce qu'elles éloignaient l'homme de la nature et ne visaient pas à rendre les gens plus heureux.
Durant la Renaissance, les sociétés savantes et les académies avaient remplacé les universités comme centres scientifiques. Ces institutions sont la structure centrale de la maturation de la profession scientifique. La vulgarisation scientifique acquiert également de la popularité parmi la population de plus en plus lettrée. Les encyclopédies sont introduites au public, ainsi que les idées de Newton, par Voltaire et Émilie du Châtelet. 
Certains historiens des sciences voient cette période comme peu intéressante. Toutefois, durant le siècle des Lumières, des contributions significatives ont été apportées dans la pratique de la médecine, des mathématiques, de l'électricité. De son côté, la chimie est venue à maturation en tant que discipline scientifique, établissant les fondements de la chimie moderne.

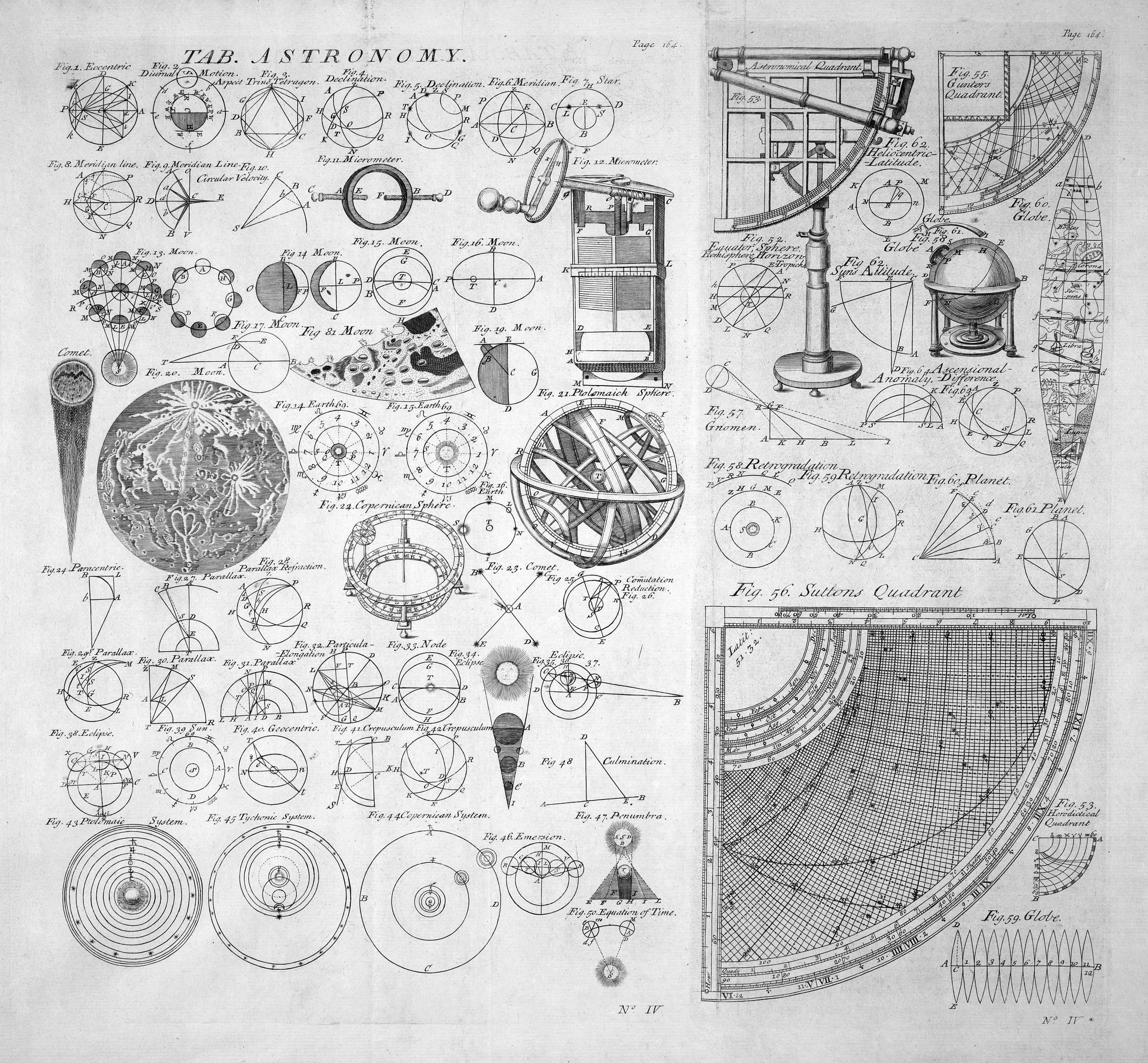
Table d'astronomie tirée du Cyclopaedia de 1728

## Histoire

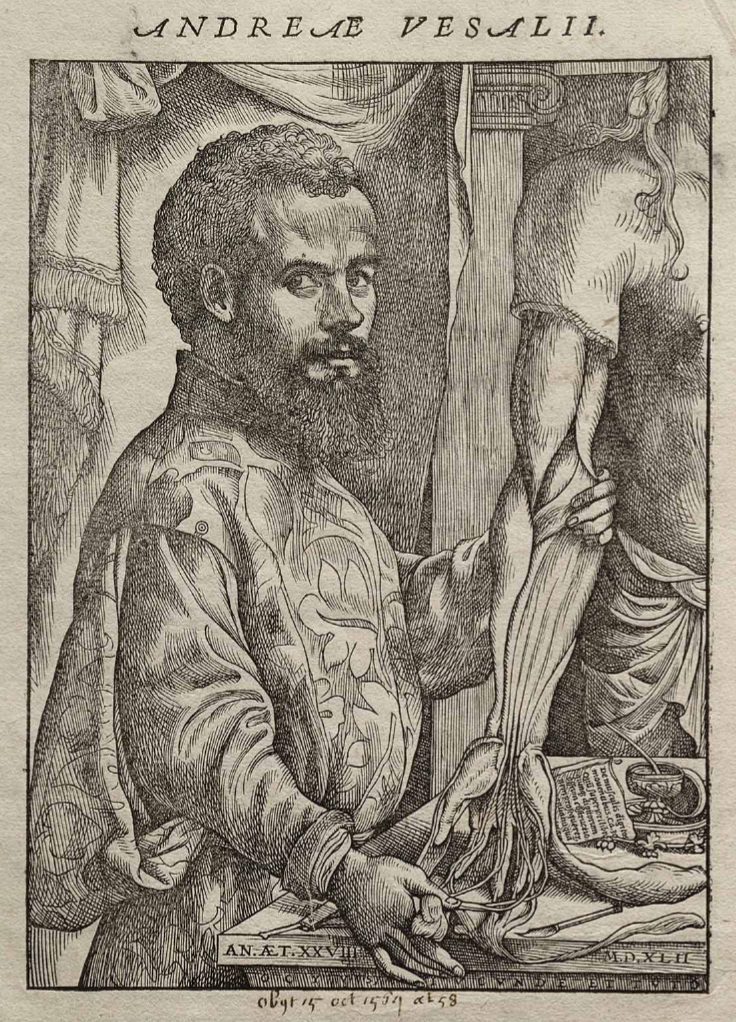
André Vésale, considéré par de nombreux historiens des sciences comme le plus grand anatomiste de la Renaissance, voire le plus grand de l’histoire de la médecine

La Renaissance des siècles précédents en Europe (qui a commencé en Italie), avait été une période qui s'est terminée par une véritable révolution scientifique. Des théories tout à fait nouvelles sont apparues, remettant en cause la façon dont l'homme voyait le monde et sa place dans ce dernier.

### Causes
Les raisons de cette Renaissance sont multiples. 
La diffusion des connaissances s'améliore : au XIIe siècle, on redécouvre des textes anciens (Aristote) conservés et enrichis par les Arabes (voir Renaissance du XIIe siècle), puis l'invention du papier est importée de Chine pour enfin culminer avec l'invention de l'imprimerie (1453) (également importée et améliorée par Gutenberg). Celle-ci a permis de diffuser en plus grand nombre des livres (les copies sur manuscrit prenaient du temps) et surtout de publier des livres en langues vernaculaires à la place du latin, donc de propager la culture.
De nombreux progrès sont apportés en géographie et en cartographie : Pierre d'Ailly et l'Imago mundi de 1410, carte de Fra Mauro en 1457.
Ceux-ci encourage les progrès techniques autour de la navigation (caravelle) et du positionnement (boussole, sextant, etc.).
L'exploration maritime s'étend autour du continent africain (Portugais), puis vers le nouveau monde.
Par ailleurs, de nouvelles idées circulent avec l'apport des connaissances byzantines, à la suite du déclin et de l'effondrement final de l'Empire byzantin en 1453
ainsi qu'avec la naissance du protestantisme et de l'hermétisme qui força l'Église catholique romaine à se remettre en cause, amorçant ce qui sera une séparation de la science et de la religion.

### Conséquences
Copernic vécut pendant la Renaissance, mais les possibilités de diffusion de l'information n'étaient pas encore telles que ses idées, pas toujours si mal acceptées au départ, puissent être diffusées largement. On ne peut pas parler de révolution copernicienne au sens propre pour la Renaissance (elle fut un peu postérieure). Toutefois, il y eut bien un changement radical de vision du monde, qui portait davantage sur la prise de conscience par le plus grand nombre de la rotondité de la Terre (on l'avait redécouverte dans les milieux cultivés depuis le XIIe siècle), dès l'instant que les navigateurs eurent traversé l'Atlantique. En particulier, les voyages de Christophe Colomb eurent un retentissement considérable.
Les progrès scientifiques et techniques acquis durant la Renaissance, ainsi que le renouveau dans les autres domaines (art) furent l'une des causes de l'extraordinaire période d'explorations par les navigateurs européens, d'abord portugais, et italiens, puis espagnols et français, qualifiée de grandes découvertes, qui permit à l'Europe de s'assurer la suprématie mondiale.

### Histoire des femmes

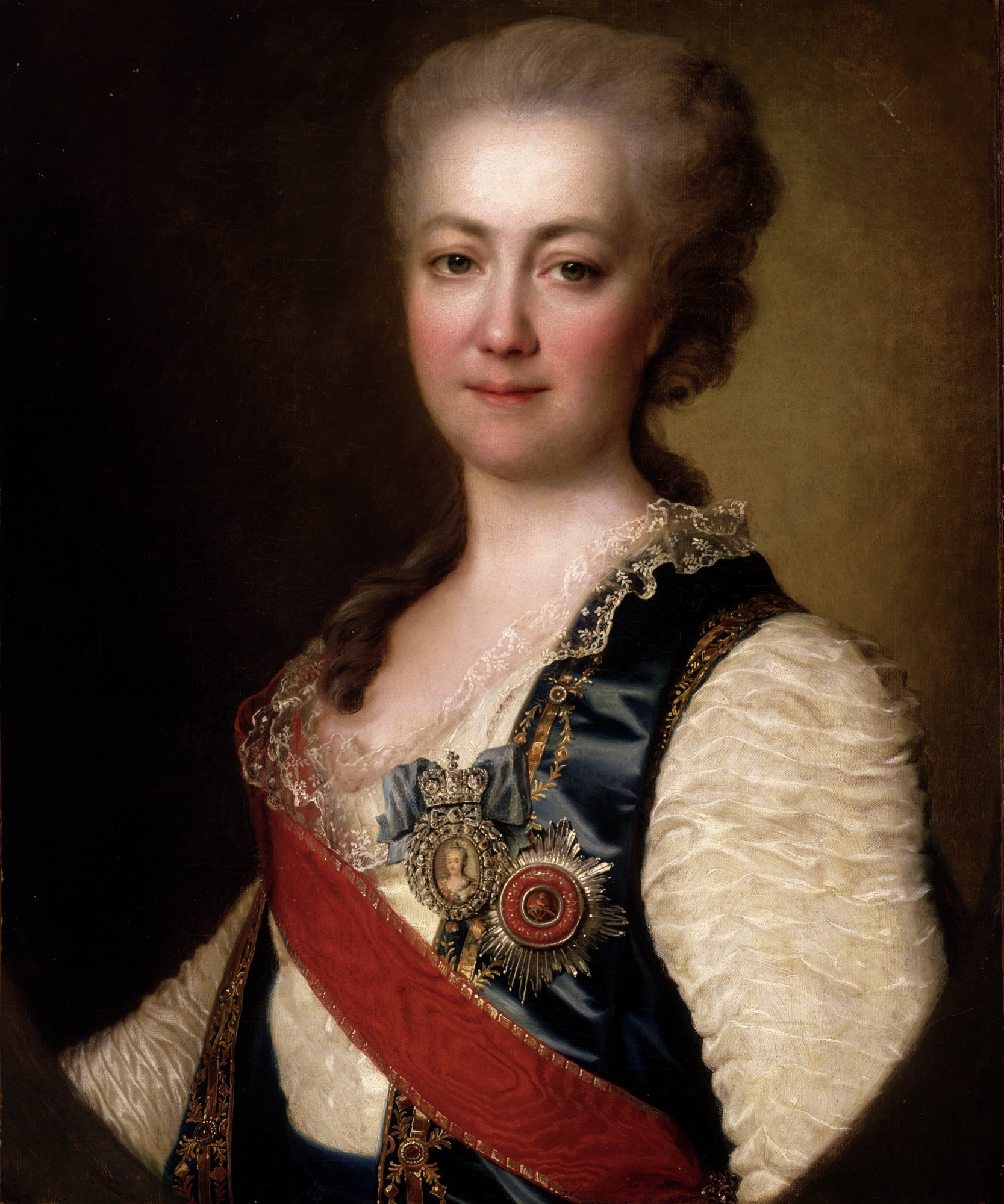
Catherine Dachkov, une aristocrate russe lettrée, fondatrice de l'Académie impériale de Russie

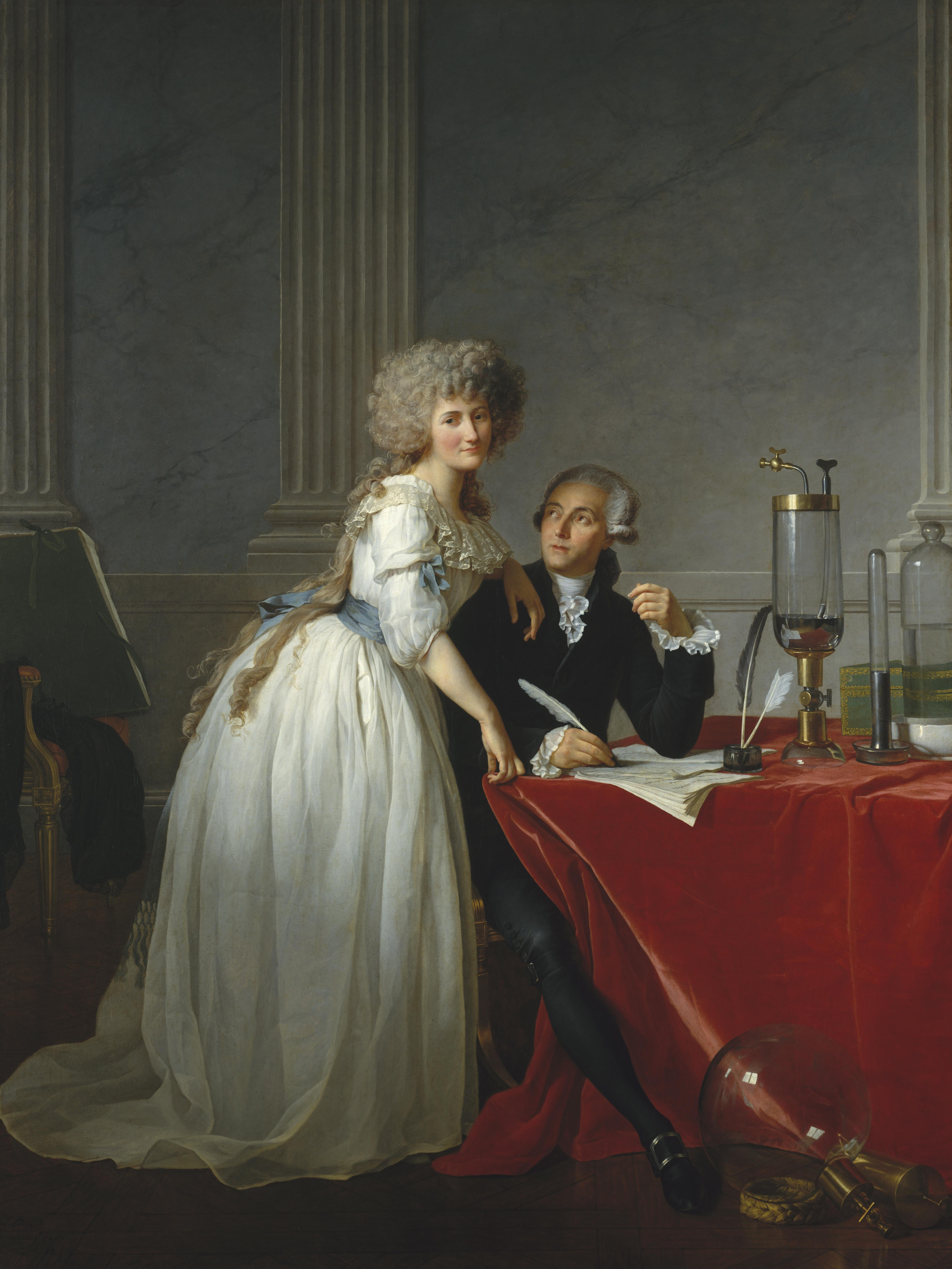
Portrait de M. et Mme Lavoisier : Marie-Anne Pierrette Paulze a traduit des textes pour les travaux de chimie de son mari

Au siècle des Lumières, les femmes étaient exclues des sociétés savantes, des universités et des professions érudites. Les femmes éduquées étaient soit autodidactes, ou avaient eu des tuteurs ou l'éducation d'un père à l'esprit libéral. À l'exception des filles d'artisans qui pouvaient assister leur père au travail, les femmes érudites faisaient aussi partie de l'élite sociale. L'inaccessibilité aux sociétés savantes a entraîné l'inaccessibilité aux instruments scientifiques, tel le microscope. Les restrictions au XVIIIe siècle étaient telles qu'on interdisait aux femmes, y compris les sages-femmes, d'utiliser des forceps. Ceci explique que les hommes chirurgiens ont fini par dominer la gynécologie au cours de ce siècle.
Des satiristes ont ridiculisé les femmes scientifiques en les décrivant comme négligentes de leurs tâches domestiques. Par exemple, Jean-Jacques Rousseau, dans Émile ou de l'éducation : « Ainsi toute l'éducation des femmes doit être relative aux hommes. Leur plaire, leur être utiles, se faire aimer et honorer d'eux, les élever jeunes, les soigner grands, les conseiller, les consoler, leur rendre la vie agréable et douce, voilà les devoirs des femmes dans tous les temps et ce qu'on doit leur apprendre dès leur enfance. ».

#### Institutions
Malgré ces obstacles, certains hommes apportaient leur soutien aux femmes dans le domaine des sciences et plusieurs d'entre elles y ont apporté des contributions significatives au cours du XVIIIe siècle. Notamment, deux femmes ont participé aux institutions de leur époque : Laura Bassi et la princesse russe Catherine Dachkov. Bassi était une physicienne ayant reçu son doctorat de l'université de Bologne et qui y devient professeur en 1732. Dachkov est devenue directrice de l'Académie impériale de Russie en 1783 grâce à ses relations avec la tsarine Catherine la Grande, marquant la première embauche d'une femme à la direction d'une académie scientifique.
Du côté de la Suède, Eva Ekeblad est la première femme admise à l'Académie royale des sciences de Suède.

#### Hors des institutions
De façon plus commune, des femmes ont participé à l'avancement des sciences en association avec un parent masculin ou un époux. Caroline Herschel a commencé sa carrière d'astronome, même à contrecœur, en assistant son frère William Herschel. Elle est reconnue pour la découverte de huit comètes ainsi que pour sa publication Index to Flamsteed’s Observations of the Fixed Stars (1798). Du côté de la chimie, Marie-Anne Pierrette Paulze a traduit des textes pour les travaux de son mari, Antoine Lavoisier. Elle assistait aussi à ses recherches et a illustré plusieurs de ses publications, dont son Traité sur la chimie (1789).
Beaucoup d'autres femmes sont illustratrices ou traductrices de textes scientifiques. En France, Françoise Basseporte est employée par les jardins botaniques royaux comme illustratrice. En Angleterre, Mary Delany développe une méthode d'illustration, également pour la botanique. Des aristocrates telles Mary Somerset et Margaret Harley cultivaient leur propre jardin botanique. En traduisant la Principia de Newton en français, Émilie du Châtelet inclut également des progrès récents de physique mathématique.

### Progrès par discipline
Certains historiens des sciences voient cette période comme peu intéressante. Toutefois, durant le siècle des Lumières, des contributions significatives ont été apportées dans la pratique de la médecine, des mathématiques, de l'électricité. Au XVIIIe siècle, les autorités scientifiques prennent le dessus des religieuses en termes de philosophie naturelle, tandis que les disciplines de l'alchimie et de l'astrologie perdent leur crédibilité scientifique.

#### Astronomie

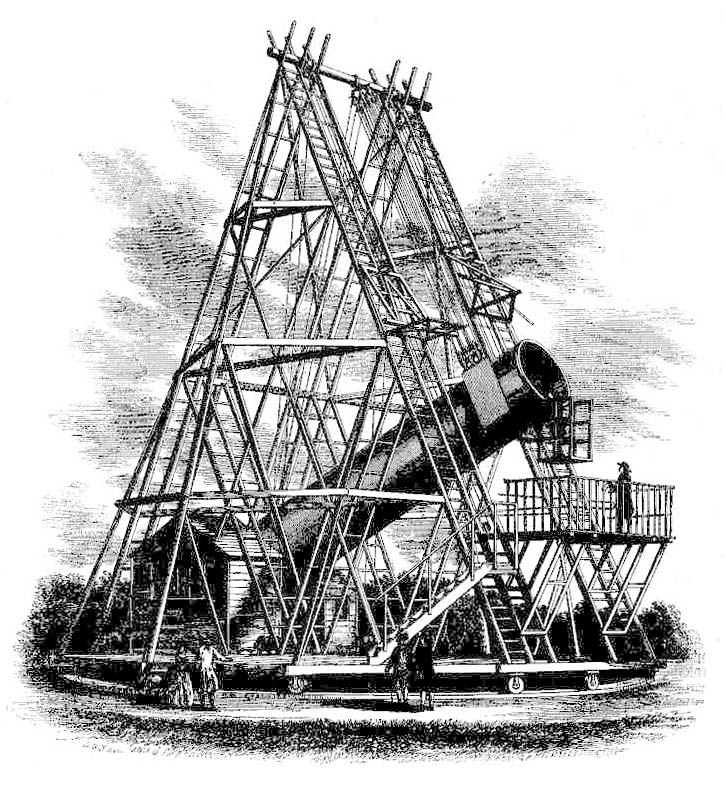
Le télescope de 12 m de William Herschel

L'héliocentrisme accroît son influence et celle de l'aristotélisme perd du terrain. Les idées de Newton sont introduites au public par Voltaire et Émilie du Châtelet.
Les astronomes du XVIIIe siècle se fondent sur les travaux de Nicolas Copernic, Johannes Kepler et Newton pour raffiner le télescope et produire des catalogues d'étoiles, ainsi que pour expliquer la mécanique céleste en termes de conséquences de la loi universelle de la gravitation. En 1705, Edmond Halley fait correctement le lien entre des descriptions d'apparitions remarquables de comètes et la comète qu'on nommera 1P/Halley, par des calculs d'orbites. Halley change aussi la théorie newtonienne de l'univers avec les étoiles fixes : en comparant les anciennes positions avec les positions courantes, il a observé un décalage. En documentant la parallaxe stellaire, James Bradley réalise que le mouvement inexpliqué des étoiles, qu'il avait observé avec Samuel Molyneux, est causé par l'aberration de la lumière : c'est une preuve du modèle héliocentrique, puisque c'est une révolution de la Terre autour du Soleil qui cause un mouvement apparent de la position d'une étoile. Cette découverte mène Bradley à une meilleure estimation de la vitesse de la lumière.
L'observation de Vénus au XVIIIe siècle est une étape importante dans la compréhension des atmosphères. Durant le transit de Vénus de 1761, le Russe Mikhaïl Lomonossov observe un anneau autour de la planète, qu'il attribue correctement à la réfraction de la lumière solaire par l’atmosphère de Vénus. Davantage de preuves de son existence sont dues à Johann Hieronymus Schröter en 1779. La masse de Vénus est calculée par Alexis Claude Clairaut.
En 1781, l'astronome amateur William Herschel découvre une nouvelle planète grâce à son télescope à réflexion. Uranus est d'abord prise pour une comète et ce nom n'est devenu courant qu'après la mort de Herschel.
L'Anglais John Michell fait la première hypothèse de l'existence d'étoiles sombres en 1783 : il postule que si la densité d'un objet stellaire devient assez grande, son attraction devient tellement grande que même la lumière ne peut s'échapper. Il déduit aussi que la position d'une étoile sombre peut être détectée par sa forte gravitation sur les étoiles environnantes. Ce concept est différent de celui de trou noir, mais peut être considéré comme un prédécesseur aux trous noirs résultants de la relativité générale d'Albert Einstein.

#### Chimie
De son côté, la chimie est venue à maturation en tant que discipline scientifique, établissant les fondements de la chimie moderne. La discipline se détache progressivement de l'alchimie : par exemple, Andreas Libavius est un alchimiste représentatif de cette époque.
Georg Bauer dit Agricola (1494 - 1555) fonde la chimie métallurgique et définit plus précisément métaux et alliages : il étudie plus particulièrement  la galène, la blende et mentionne le zinc et le bismuth. Son principal ouvrage posthume, De Re Metallica, qui paraît en 1556, est un traité de métallurgie comportant des précisions sur la production de vitriol vert dont l'huile est particulièrement corrosive. Le charbon de bois, employé jusqu'ici pour le chauffage des minerais sera progressivement remplacé par le charbon de terre (houille). En 1546, il publie De natura fossilium, premier traité de minéralogie (le terme minéralogie sera mentionné par Bernardo Cesi en 1636).

#### Médecine

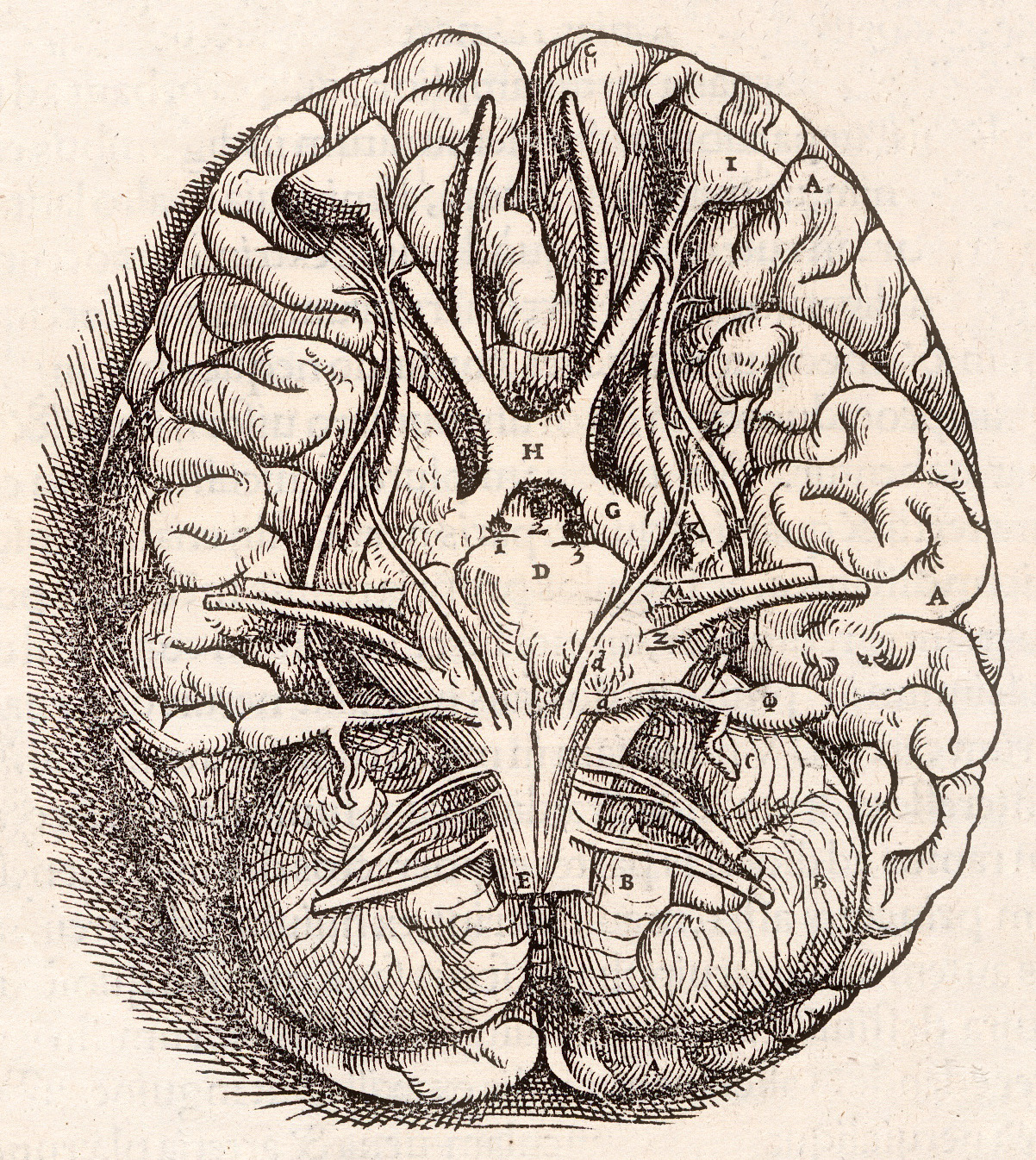
Illustration du De humani corporis fabrica de Vésale (1543) : base du cerveau, montrant le chiasma optique, le cervelet, le bulbe olfactif

##### Anatomie et chirurgie
L'influence et celle de la doctrine médicale de Claude Galien perd du terrain.
Le XVIe siècle est marqué par la redécouverte de l'anatomie. Parmi les savants qui osent braver le tabou, le plus connu est sans doute André Vésale de l'université de Padoue, auteur en 1543 du De humani corporis fabrica. Dans un amphithéâtre, devant des étudiants venus de l'Europe entière, il pratique de nombreuses dissections sur des suicidés ou des condamnés à mort. Souvent ces dissections publiques duraient jusqu'à ce que les chairs soient trop avariées pour permettre toute observation. C'est une véritable révolution des connaissances en anatomie qui étaient restées sclérosées depuis les travaux de Galien sur des animaux au IIe siècle.
Ces progrès de la connaissance permettent à la chirurgie d'échapper à son statut d'art mineur pour devenir progressivement une discipline à part entière de la médecine. En France, Ambroise Paré incarne à lui seul ce changement de statut. En inventant en 1552 la ligature des artères, il sauve les amputés d'une mort quasi-certaine et devient un des praticiens les plus reconnus de son temps.

##### Évolution de l'alchimie
Paracelse, par sa pratique de la médecine et ses recherches sur les médicaments (iatrochimie), est considéré comme un précurseur de la chimie moderne quoiqu'il se réfère à la théorie des quatre éléments et au vitalisme. Il rappelle les vertus thérapeutiques du soufre et du mercure. D'autres métaux comme l'arsenic, l'antimoine et le bismuth seront mentionnés dans les ouvrages de médecine de la Renaissance. Une polémique naîtra sur la toxicité ou non des remèdes contenant de l'antimoine. 
Avec Vésale, on distingue la pharmacie chimyque (laboratoire) de la pharmacie ordinaire (herbes médicinales). De nombreux instruments de manipulation : spatules, appareils de distillation, alambics, cornues, etc., ont été inventés dans les laboratoires des alchimistes.

### Ingénierie
Les nouvelles idées sont véhiculées par des traductions d'ouvrages issus du grec ou de l'arabe, l'imprimerie contribuant à la diffusion du savoir. De nombreux minéraux, végétaux et animaux sont ramenés des voyages par les grands navigateurs Vasco de Gama, Christophe Colomb, Magellan, Jacques Cartier, Francis Drake. Cette révolution scientifique en Occident conduit à développer l'esprit d'expérimentation allié aux techniques de calcul (l'algèbre de Raphaël Bombelli paraît en 1572) dans les laboratoires et les premières usines. 
Les besoins militaires (artillerie, canon, poudre noire…) vont favoriser de façon importante le développement des mines et la production de métaux et d'alliages. 
C'est donc la quantification par le biais des instruments de mesure qui caractérise le plus la Renaissance: mesures de pression, de température (invention du baromètre par Evangelista Torricelli (1643), thermomètre)… C'est le temps des ingénieurs. Bernard Palissy (1499 - 1589) se spécialise vers 1463 dans la production d'émaux et de faïence. En 1540, Vannoccio Biringuccio, qui publie De la pirotechnia libri, est le précurseur de la pyrotechnie.

## Renaissance de la communication scientifique

### Universités

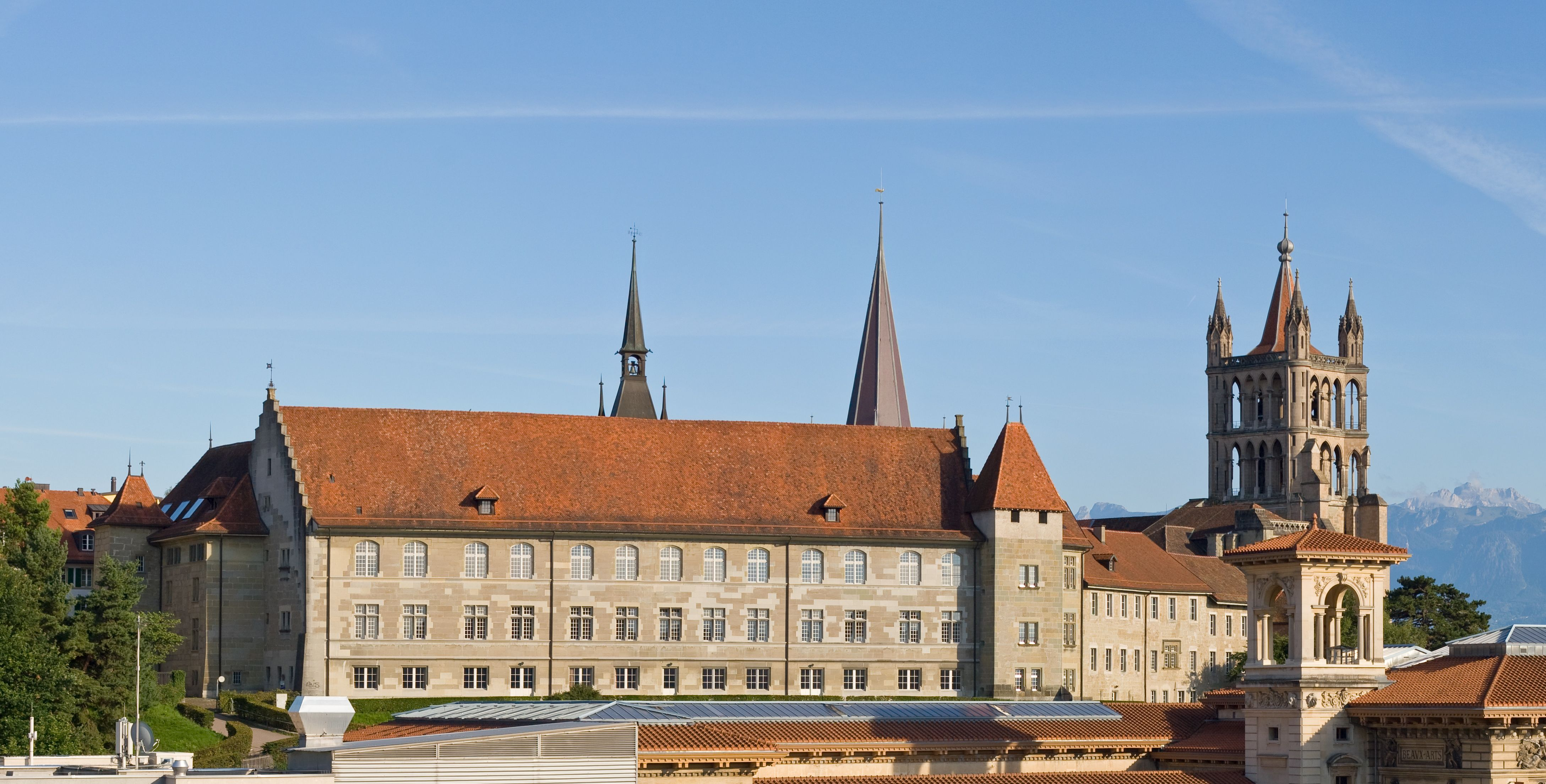
L'université de Lausanne fut fondée en 1537

À partir du XVe siècle de nouvelles universités sont créées, à un rythme soutenu, en Europe, mais aussi en Amérique latine puis en Amérique du Nord. Les particularismes religieux qui apparaissent en Europe (Église anglicane, protestantismes) influencent les disciplines enseignées ainsi que les modalités d'enseignement. De plus les structures politiques nationales, en France, en Allemagne ou en Angleterre par exemple, prennent progressivement le contrôle des universités, qui y perdent alors en autonomie (au moins par rapport à l'état). Ces évolutions signent la fin de la peregrinatio academica et réduit « l’éventail social » des étudiants au sein des universités.
Aussi, il n'est pas surprenant qu'en pleine Renaissance, les institutions universitaires soient largement contestées et critiquées, tant sur leurs fonctionnements que sur leurs rôles. Le Siècle des Lumières soulève la question de l'utilité des enseignements dispensés. Il s'agit de savoir si l'université a pour ambition de produire des compétences profitables à tous ou si elle doit assurer aux titulaires des diplômes dispensés un rang social élevé. On regrette le manque d'assiduité des étudiants autant que des professeurs ; on suspecte la qualité et la valeur des diplômes délivrés ; on constate la fraude et la complaisance.

### Sociétés savantes
En France, l'essor des sociétés savantes date du XVIIIe siècle ; ces associations ont beaucoup contribué au rayonnement de la science dans les régions françaises, et à la diffusion des thèmes chers au siècle des Lumières. Elles ont parfois réuni d'importants fonds d'archives de grand intérêt historique et scientifique. 

### Périodiques

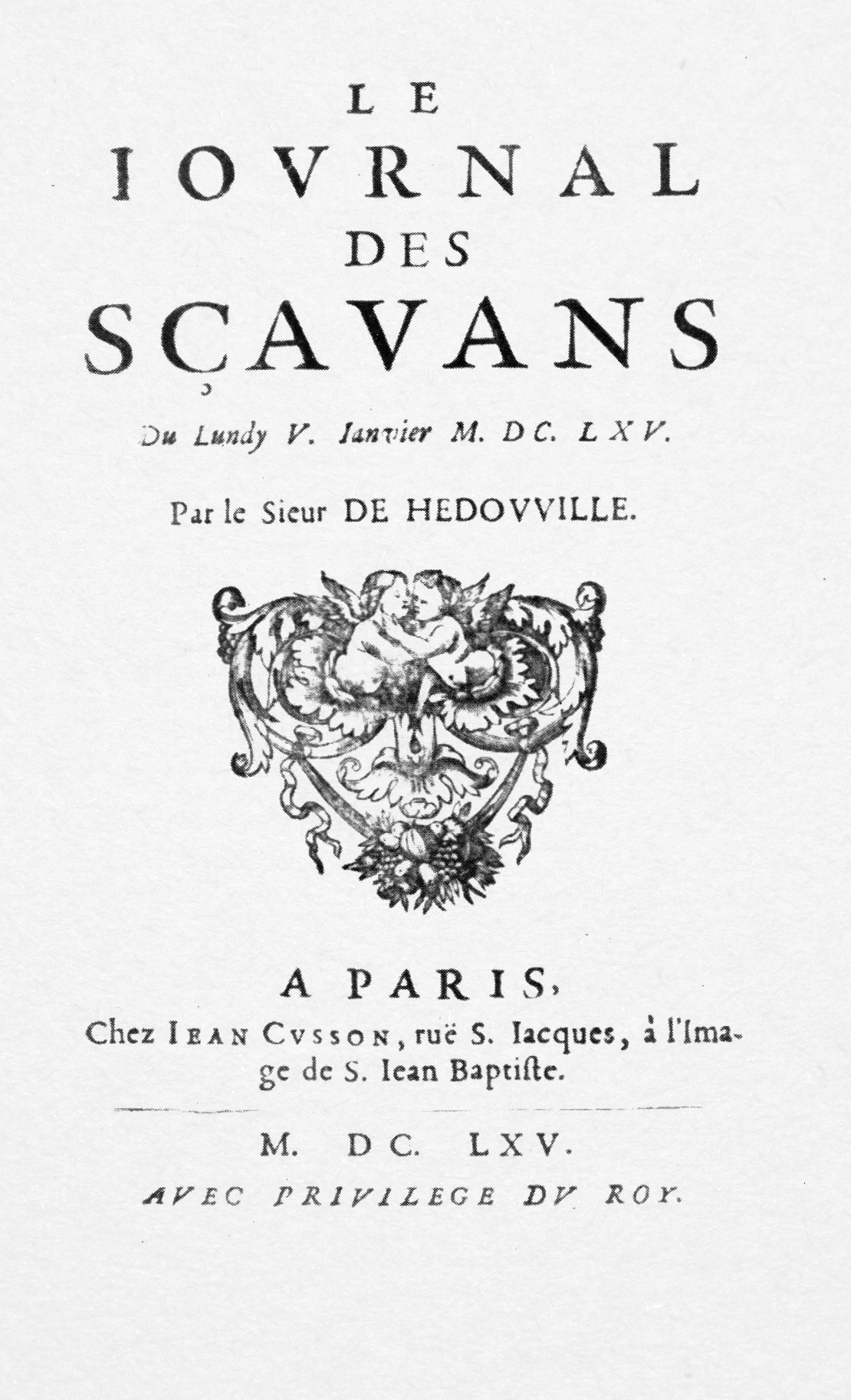
Le Journal des sçavans, No. 1, 1665

Le Journal des savants est le plus ancien périodique littéraire et scientifique d'Europe.
Le Philosophical Transactions of the Royal Society est une revue scientifique publiée par la Royal Society de Londres et apparue en 1665, juste après le Journal des savants, ce qui en fait la deuxième revue scientifique au monde par ordre d'ancienneté et la première par ordre de longévité.

### Encyclopédies et dictionnaires

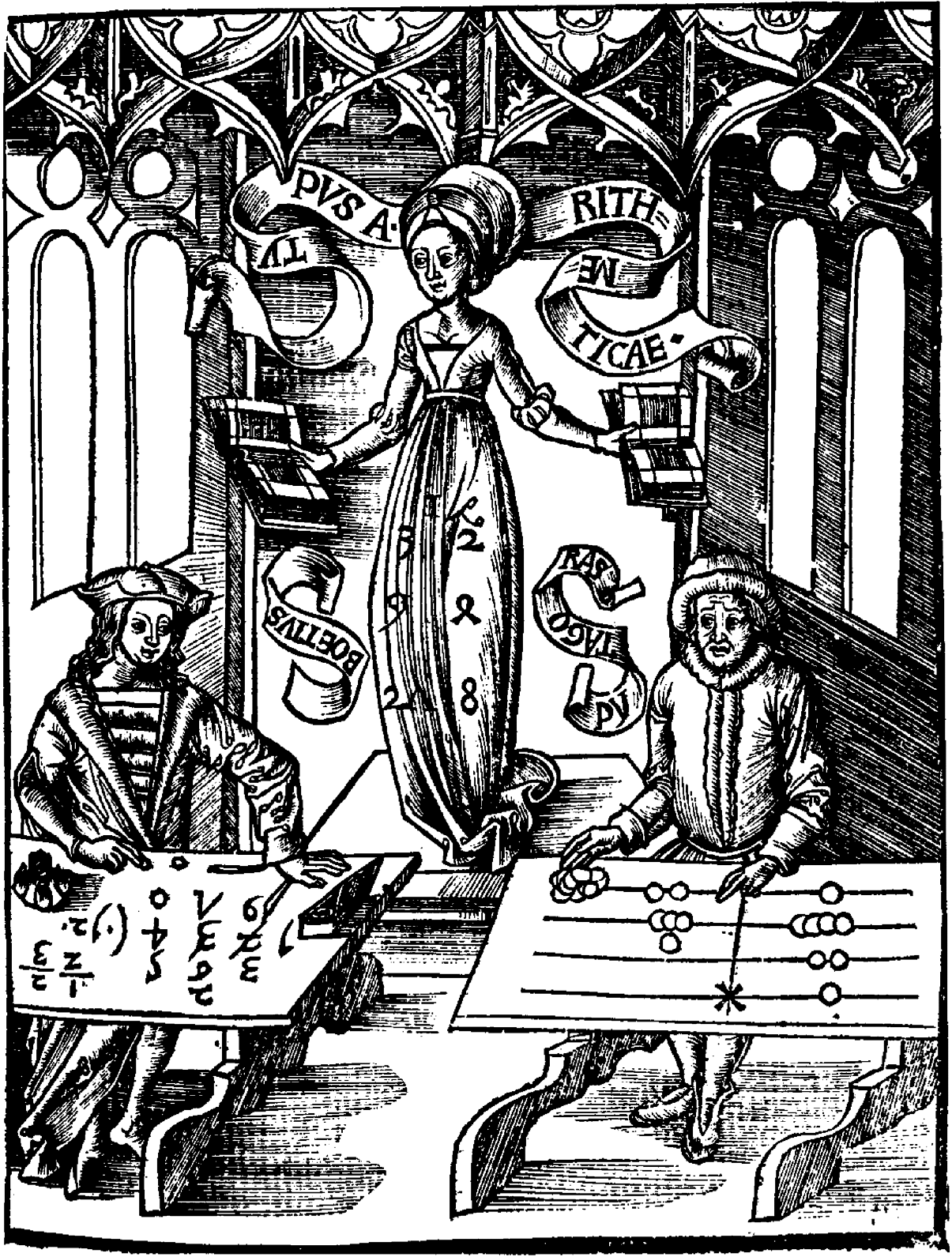
Illustration tirée de la Margarita Philosophica (1508)

La découverte du savoir antique augmente considérablement le bassin de connaissances disponibles, sans toutefois changer fondamentalement la nature des encyclopédies de l'époque, qui ne sont pas vues comme des endroits où le savoir est actualisé en fonction des connaissances du temps, mais où il est préservé ou redécouvert; le savoir, en effet, est toujours considéré comme une réalité intemporelle, immuable et provenant de sources ou d'autorités extérieures. Toutefois, avec l'introduction du terme « encyclopédie », certains travaux mettent l'accent sur l'aspect pédagogique plutôt que sur l'importance de la compilation. On explore aussi diverses techniques d'organisation des informations afin de faciliter la consultation.
Domenico Nani Mirabelli publie la Polyanthea (1503), gros in-folio comportant un florilège de citations, de symboles, de traités spécialisés, d'anecdotes et de fables tirées de sources grecques et latines, le tout regroupé sous des entrées classées en ordre alphabétique. Chaque mot est accompagné de son équivalent en grec et d'une définition. Cet ouvrage, retravaillé et augmenté par divers continuateurs, connaîtra plus de quarante éditions entre 1503 et 1681, avec une dernière édition en 1735.
Giorgio Valla, humaniste et mathématicien, rédige le De expetendis et fugiendis rebus, ouvrage couvrant un large éventail de sujets et dont une part importante porte sur les sciences mathématiques, la physiologie et la médecine. Il est publié à titre posthume en 1501. Dans son Commentariorum urbanorum libri XXXVIII (Rome, 1506), Raffaele Maffei (1451-1522) accorde, lui aussi, une place prépondérante aux domaines scientifiques, notamment la géographie et les biographies. Cet ouvrage marque une étape supplémentaire dans la sécularisation du savoir encyclopédique.
En Allemagne, Gregor Reisch publie la Margarita philosophica, première encyclopédie imprimée (1504), qui synthétise le « cercle des connaissances » en arts et en sciences, tels qu'ils étaient couverts par l'enseignement universitaire de son époque. Ce livre contient de nombreuses illustrations et un index détaillé. La structure reprend le modèle questions-réponses du catéchisme, popularisé par la Somme théologique : un élève (Discipulus) pose des questions et le maître (Magister) répond. Selon l'auteur, une lecture attentive de cet ouvrage devrait permettre à un étudiant de se dispenser de fréquenter l'Université.
Johann Turmair, dit Johannes Aventinus, publie en 1517 une Encyclopedia orbisque doctrinarum, hoc est omnium artium, scientiarum, ipsius philosophiae index ac divisio. Il est le premier à utiliser le terme encyclopedia dans le titre d’un livre.
En France, Guillaume Budé traduit le terme latin encyclopædia par encyclopédie, mais la première occurrence imprimée de ce terme apparaît dans le Pantagruel de François Rabelais en 1532. L'encyclopédie est le savoir complet que possède Panurge, à l’exemple de son compagnon Pantagruel. Au chapitre VIII, Gargantua avait tracé le programme pédagogique que devait suivre Pantagruel afin que son père puisse admirer en lui « un abîme de science ». La volonté d'accumuler un savoir universel est typique du bouillonnement intellectuel qui marque cette époque.
En Belgique, le savant et mathématicien Joachim Sterck van Ringelbergh, aussi appelé Joachimus Fortius Ringelbergius (1499 – 1531) est l'auteur de divers traités ainsi que de Lucubrationes vel potius absolutissima kyklopaideia (Bâle, 1541), première réflexion moderne sur le concept d'encyclopédie.
L'Espagnol Juan Luis Vives (1492-1540) rédige à Bruges son De Disciplinis, dans lequel il fait une critique serrée du système d'enseignement hérité de la scolastique, et qui avait servi de modèle aux encyclopédies médiévales. Il enchaîne avec une proposition de réforme, en insistant sur l'importance de l'étude du grec et du latin dans la formation. Au lieu de s'en remettre à l'autorité de la religion, il insiste sur la légitimité d'un questionnement basé sur la raison. Avec son ami Érasme, il est une des grandes figures de la Renaissance.

### Vulgarisation scientifique
La vulgarisation scientifique acquiert de la popularité parmi la population de plus en plus lettrée. Ceci est dû à un accès facilité à l'alimentation : au lieu de payer plus cher la nourriture, les gens ont préféré s'éduquer davantage.
Les idéaux de la Renaissance incluent celui de rendre la connaissance accessible au plus grand public possible. Les encyclopédies sont introduites au public, ainsi que les idées de Newton, par Voltaire et Émilie du Châtelet.

### Sources
- Association Pierre Larousse, Pierre Larousse et la pédagogie, Éditions universitaires de Dijon, coll. « Écritures », 2007
- Ann Blair, « Le Florilège latin comme point de comparaison », Extrême-Orient, Extrême-Occident, no 1,‎ 2007, p. 185-204 (lire en ligne)
- Burns, William E. 2003. Science in the Enlightenment. Santa Barbara, CA: ABC-CLIO.
- (en) Robert Collison, Encyclopædias : their history throughout the ages : a bibliographical guide with extensive historical notes to the general encyclopaedias issued throughout the world from 350 B.C. to the present day, New York, Hafner, 1964
- Headrick, Daniel R. 2000. When Information Came of Age: Technologies of Knowledge in the Age of Reason and Revolution, 1700-1850. Oxford: Oxford University Press.
- Hoskin, Michael, ed. 1999. The Cambridge Concise History of Astronomy. Cambridge: Cambridge University Press.
- Jacob, Margaret C. 1988. The Cultural Meaning of the Scientific Revolution. Philadelphie : Temple University Press.
- Kors, Alan Charles, ed. 2003. Encyclopedia of the Enlightenment. Oxford: Oxford University Press.
- Littmann, Mark. 2004. Planets Beyond: Discovering the Outer Solar System. New York: Courier Dover Publications.
- Mason, Stephen F. 1962. A History of the Sciences. New York: Collier Books.
- Melton, James van Horn. 2001 The Rise of the Public in Enlightenment Europe. Cambridge: Cambridge University Press.
- (en) William Nest, Theatres and Encyclopedias in Early Modern Europe, Cambridge (RU), Cambridge University Press, 2002, 312 p. (ISBN 978-0-521-80914-6)
- Parker, Barry. 1991. Cosmic Time Travel: A Scientific Odyssey. New York: Plenum Press.
- Porter, Roy, ed. 2003. The Cambridge History of Science. Vol. 4. Cambridge: Cambridge University Press.
- Schectman, Jonathan. 2003. Groundbreaking Scientific Experiments, Inventions and Discoveries of the 18th Century. Westport, CT: Greenwood Press.
- Silver, Brian L. 1998. The Ascent of Science. New York: Oxford University Press.
- Turner, Herbert Hall. 1963. Astronomical Discovery. Berkeley: University of California Press.
- Whitehead, Barbara J., ed. 1991 Women's Education in Early Modern Europe: A History, 1500-1800. New York: Garland.